# Simulium buettikeri
Simulium buettikeri es una especie de insecto del género Simulium, familia Simuliidae, orden Diptera.
Fue descrita científicamente por Crosskey & Roberts , 1994.